# Honorino Landa
Honorino Landa Vera (1 de juny de 1942 - 30 de maig de 1987) fou un futbolista xilè.

## Selecció de Xile
Va formar part de l'equip xilè a la Copa del Món de 1962.